# Marie Duronceray

Marie Duronceray

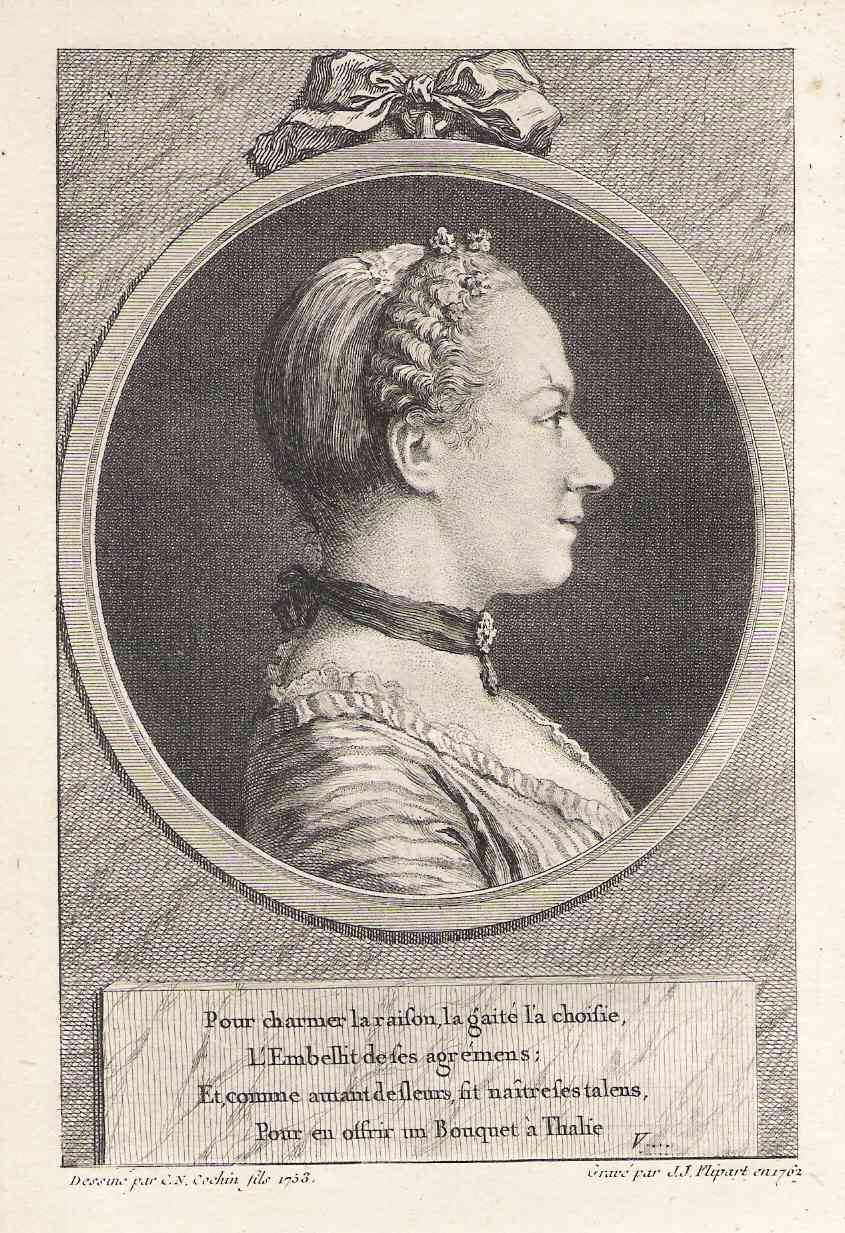
Marie Favart

Marie Justine Benoîte Duronceray (* 15. Juni 1727 in Avignon; † 22. April 1772), nach ihrer Heirat Marie Favart, war eine französische Schauspielerin und Schriftstellerin. 
Duronceray war eine Tochter von André René Duronceray und dessen Ehefrau, Perette Claudine Bied; beides Hofmusiker des polnischen Königs Stanislaus I. Leszczyński. Ihren ersten künstlerischen Unterricht erhielt Duronceray durch ihre Eltern und konnte bereits als Jugendliche am Hofe Stanislaus’ als Tänzerin erfolgreich debütieren. 
Duronceray trat unter dem Pseudonym „Mlle Chantilly“ auch anderswo als Schauspielerin bzw. Tänzerin auf. Dabei lernte sie den Schriftsteller Charles-Simon Favart kennen und heiratete ihn am 12. Dezember 1745. Mit ihm hatte sie einen Sohn, den späteren Schauspieler und Schriftsteller Charles-Nicolas Favart. Als Schauspielerin und Tänzerin an der Opéra-Comique konnte sie große Erfolge erzielen.
Sie spielte zwischen 1746 und 1748 am La Monnaie in Brüssel. Aufgrund von Konkurrenzdruck musste das unternehmerische Ehepaar seine eigene Bühne schließen. Als ihr Ehemann stattdessen mit einem Theaterensemble vom Marschall von Sachsen, Moritz von Sachsen engagiert wurde, begleitete sie ihn auf seinen Feldzügen nach Flandern und Brüssel. 
Aufgrund der Nachstellungen des Marschalls floh sie zwischenzeitlich in ein Kloster und wurde von ihm unter Hausarrest gestellt. Nach seinem Tod im Jahr 1750 kehrte sie mit ihrem Ehemann wieder nach Paris zurück. Dort war sie noch lange als Schauspielerin an der Comédie-Italienne erfolgreich, gab das Tanzen hingegen auf. In Belleville betrieb sie zudem einen Salon.
Neben ihrem Beruf der Schauspielerei verfasste sie zusammen mit ihrem Mann viele Theaterstücke. Bedingt durch diese enge Zusammenarbeit ist heute bisweilen nicht eindeutig zwischen ihrem bzw. dem Anteil ihres Ehemannes zu unterscheiden. In der gemeinsamen, zehnbändigen Werkausgabe des Ehepaars Favart, erschienen in den Jahren 1763–1772 im Pariser Verlag Duchesne, ist ein kompletter Band (Bd. 5) ganz ausdrücklich dem Werk Justine Favarts gewidmet. Es handelt sich um folgende Stücke: 
- Les amours de Bastien et Bastienne, parodie du Devin de village (1753),
- La feste d’amour, ou Lucas et Colinette, petite pièce en vers et en un acte (1754),
- Les encorcelés, ou Jeannot et Jeannette, parodie des Surprises de l’amour (1757),
- La fille mal gardée, ou Le pédant amoureux, parodie de la Provençale (1758),
- La fortune au village, parodie d’Églée (1760) und
- Annette et Lubin, comédie en un acte et en vers (1762).

Justine Favart spielte in jedem dieser Stücke selbst die Hauptrolle. Besonders bedeutsam wurde Les amours de Bastien et Bastienne insofern, als es zur direkten Grundlage für Mozarts Bastien und Bastienne wurde.     

## Rollen (Auswahl)
Duronceray zeichnete sich besonders aus in der Darstellung von Charakterrollen und wagte es zuerst, in einer ihrer Rolle angemessenen Kleidung aufzutreten. So verkörperte sie Landmädchen in Tracht oder einfachen Leinenkostümen, teilweise sogar mit bloßen Armen und Holzschuhen, anstelle der bis dahin üblichen Hofkleidung.

## Rezeption
Jacques Offenbach hat ihr mit seiner Opéra-comique Madame Favart ein musikalisches Denkmal gesetzt.